# Woodlawn Park (Kentucky)
Woodlawn Park é uma cidade localizada no estado americano de Kentucky, no Condado de Jefferson.

## Demografia
Segundo o censo americano de 2000, a sua população era de 1033 habitantes.
Em 2006, foi estimada uma população de 1060, um aumento de 27 (2.6%).

## Geografia
De acordo com o United States Census Bureau tem uma área de
0,6 km², dos quais 0,6 km² cobertos por terra e 0,0 km² cobertos por água.

## Localidades na vizinhança
O diagrama seguinte representa as localidades num raio de 4 km ao redor de Woodlawn Park.